# Palazzo Preysing
Il Palazzo Preysing, in tedesco, Palais Preysing, è un palazzo storico di Monaco di Baviera, in Germania.
Notevole esempio dell'architettura rococò presenta due facciate gemelle opposte. Quella principale, orientale, su Residenzstraße, presenta un frontone triangolare; mentre quella posteriore, occidentale, su Theatinerstraße, ha un frontone rotondo.

## Storia e descrizione

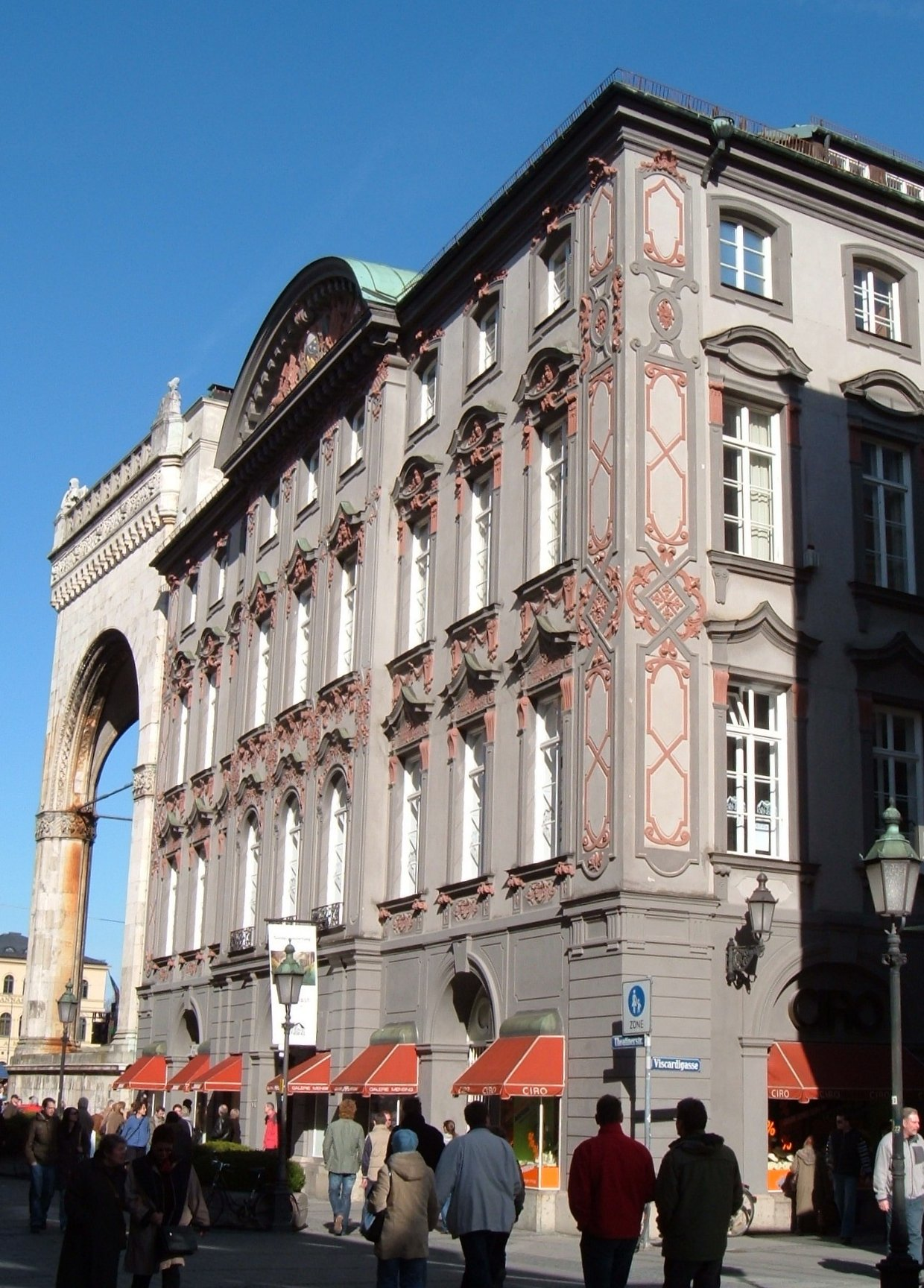
la facciata posteriore, ovest.

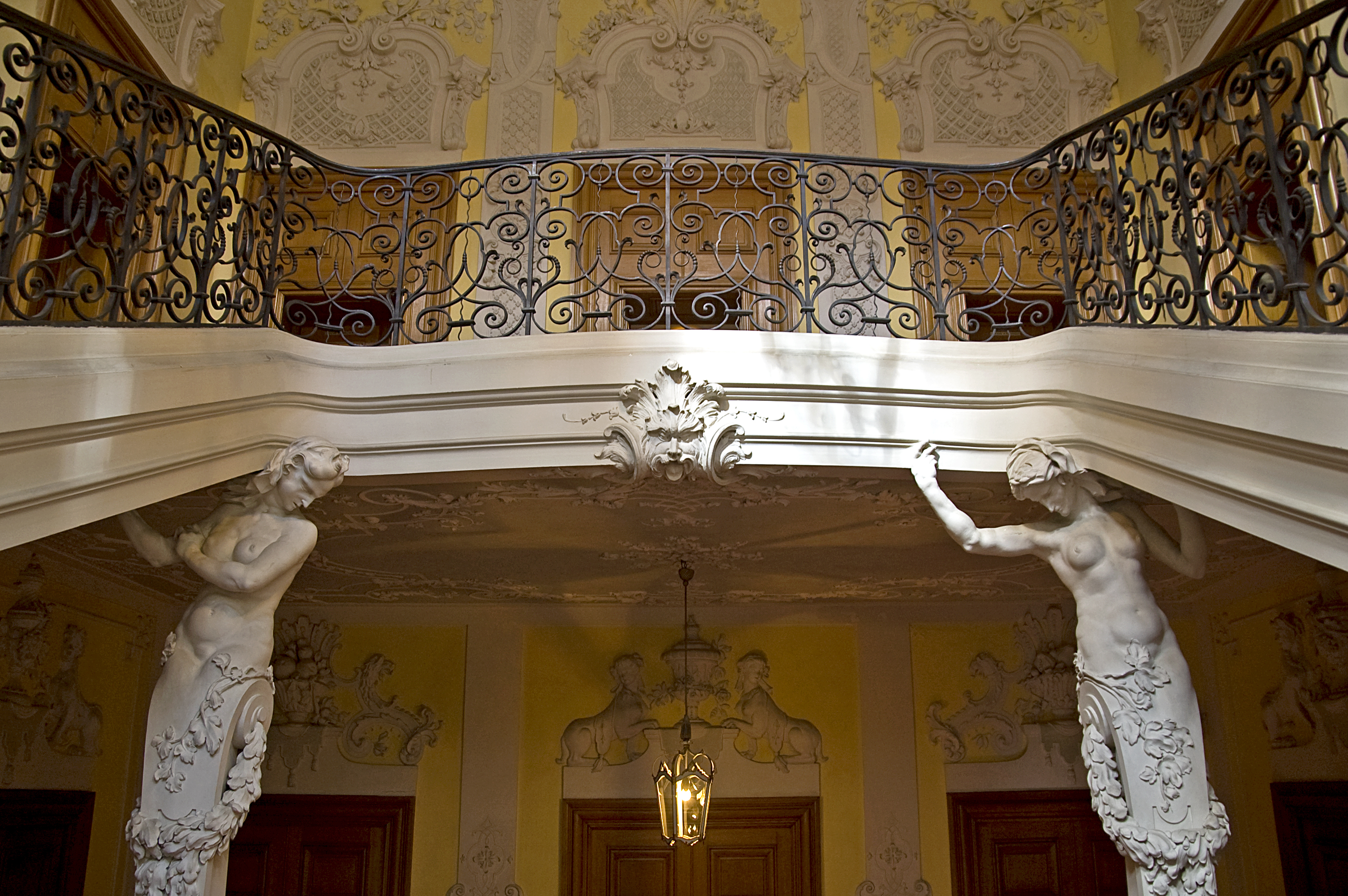
Lo scalone rococò.

Il conte Johann Maximilian IV Emanuel von Preysing, colonnello e consigliere del principe elettore Carlo VII di Baviera, possedeva già un palazzo in questo luogo. Divenuto ormai "vetusto e fatiscente", a corte ne era deriso a tal punto che venne rimosso dal suo incarico in quanto la sua abitazione era ritenuta "socialmente inaccettabile". Il palazzo attuale venne commissionato dal conte Preysing all'architetto Joseph Effner che lo costruì tra il 1723 e il 1728. Tanta era la fretta di terminare i lavori che i muratori furono costretti a lavorare anche di notte alla luce delle torce.
Ne risultò una residenza sontuosa e ammirevole, il primo esempio in città dello stile rococò. Vennero usate idee originali per la decorazione di tre delle facciate dell'edificio, poiché la quarta è adiacente alla Feldherrnhalle. Le facciate vennero decorate con stucchi che nascondono completamente la linea architettonica del palazzo. Esempio della sfarzosità delle decorazioni è lo scalone d'onore con le balaustre sorrette da cariatidi. Nessun dettaglio fu sottovalutato e la decorazione a stucchi si deve al grande Dominikus Zimmermann.
Nel 1835 divenne il primo edificio commerciale della nuova fondazione della Bayerische Hypotheken- und Wechsel-Bank.

## Curiosità
Il palazzo è chiamato anche Älteres Palais Preysing per distinguerlo dal poco lontano Palazzo Neuhaus-Preysing.